# Monte Grotticelle
Il Monte Grotticelle (636 m s.l.m.) è una montagna della Sicilia in provincia di Agrigento.

## Sito archeologico
Il monte è una delle alture che circondano Raffadali oltre che un sito archeologico.
Lungo le sue pendici è stata scoperta una necropoli romano-bizantina, costituita da numerose tombe scavate nella roccia, e alcuni resti di costruzioni appartenenti all'antica Erbesso.
Qui è stato ritrovato un sarcofago di età romana di notevole valore ed interesse archeologico ed artistico rappresentante il Ratto di Proserpina conservato nella chiesa Madre di Raffadali.